# Maas-Wupper-Express
| |                                        |                                             |                                             |
| Kursbuchstrecke (DB): | 485 (Venlo–Hagen) 455 (Wuppertal–Hamm) |                                             |                                             |
| Streckenlänge: | 160 km                                 |                                             |                                             |
| Streckengeschwindigkeit: | 160 km/h                               |                                             |                                             |
| |                                        |                                             |                                             |
| Verkehrsunternehmen | eurobahn                               |                                             |                                             |
| Bundesland (D): | Nordrhein-Westfalen                    |                                             |                                             |
| Provinz (NL): | Limburg                                |                                             |                                             |
| Verlauf |                                        |                                             |                                             |
| \| \| -51 \| Eindhoven Centraal (ab Dezember 2026) \| IC \| \| \| -38 \| Helmond (ab Dezember 2026) \| IC \| \| \| 0 \| Venlo \| IC \| \| \| 3 \| Staatsgrenze Niederlande / Deutschland \| Staatsgrenze Niederlande / Deutschland \| \| \| 5 \| Kaldenkirchen \| Kaldenkirchen \| \| \| 9 \| Breyell \| Breyell \| \| \| 13 \| Boisheim \| Boisheim \| \| \| 17 \| Dülken \| Dülken \| \| \| 23 \| Viersen \| ICE \| \| \| 31 \| Mönchengladbach Hbf \| ICE, IC, S \| \| \| 48 \| Neuss Hbf \| ICE, IC, U, Tram \| \| \| 57 \| Düsseldorf-Bilk \| U \| \| \| 59 \| Düsseldorf Hbf \| ICE, IC, U, Tram \| \| \| 79 \| Wuppertal-Vohwinkel \| Wuppertal-Vohwinkel \| \| \| 86 \| Wuppertal Hbf \| ICE, IC, Schwebebahn \| \| \| 89 \| Wuppertal-Barmen \| Schwebebahn \| \| \| 91 \| Wuppertal-Oberbarmen \| Schwebebahn \| \| \| 97 \| Schwelm \| Schwelm \| \| \| 101 \| Ennepetal (Gevelsberg) \| Ennepetal (Gevelsberg) \| \| \| 112 \| Hagen Hbf \| ICE, IC \| \| \| 126 \| Schwerte (Ruhr) \| Schwerte (Ruhr) \| \| \| 135 \| Holzwickede \| Holzwickede \| \| \| 142 \| Unna \| Unna \| \| \| 151 \| Bönen \| Bönen \| \| \| 160 \| Hamm (Westfalen) Hbf \| ICE, IC \| \| \| 176 \| Drensteinfurt (Zielnetz 2040) \| Drensteinfurt (Zielnetz 2040) \| \| \| 189 \| Münster (Westfalen)-Hiltrup (Zielnetz 2040) \| Münster (Westfalen)-Hiltrup (Zielnetz 2040) \| \| \| 196 \| Münster (Westfalen) Hbf (Zielnetz 2040) \| ICE, IC \| \| \| 223 \| Steinfurt-Borghorst (Zielnetz 2040) \| Steinfurt-Borghorst (Zielnetz 2040) \| \| \| 228 \| Steinfurt-Burgsteinfurt (Zielnetz 2040) \| Steinfurt-Burgsteinfurt (Zielnetz 2040) \| \| \| 241 \| Ochtrup (Zielnetz 2040) \| Ochtrup (Zielnetz 2040) \| \| \| 252 \| Gronau (Westf) (Zielnetz 2040) \| Gronau (Westf) (Zielnetz 2040) \| \| \| 260 \| Enschede (Zielnetz 2040) \| Enschede (Zielnetz 2040) \| \| \| 268 \| Hengelo (Zielnetz 2040) \| Hengelo (Zielnetz 2040) \| \| \| 283 \| Almelo (Zielnetz 2040) \| Almelo (Zielnetz 2040) \| \| \| 328 \| Zwolle (Zielnetz 2040) \| Zwolle (Zielnetz 2040) \| |                                        |                                             |                                             |
| Kopfbahnhof Streckenanfang (Strecke außer Betrieb) | -51                                    | Eindhoven Centraal (ab Dezember 2026)       | IC                                          |
| Bahnhof (Strecke außer Betrieb) | -38                                    | Helmond (ab Dezember 2026)                  | IC                                          |
| Kopfbahnhof Strecke bis hier außer Betrieb | 0                                      | Venlo                                       | IC                                          |
| Grenze | 3                                      | Staatsgrenze Niederlande / Deutschland      | Staatsgrenze Niederlande / Deutschland      |
| Bahnhof | 5                                      | Kaldenkirchen                               | Kaldenkirchen                               |
| Bahnhof | 9                                      | Breyell                                     | Breyell                                     |
| Bahnhof | 13                                     | Boisheim                                    | Boisheim                                    |
| Bahnhof | 17                                     | Dülken                                      | Dülken                                      |
| Bahnhof | 23                                     | Viersen                                     | ICE                                         |
| | 31                                     | Mönchengladbach Hbf                         | ICE, IC, S                                  |
| Bahnhof mit S-Bahn-Halt | 48                                     | Neuss Hbf                                   | ICE, IC, U, Tram                            |
| Bahnhof mit S-Bahn-Halt | 57                                     | Düsseldorf-Bilk                             | U                                           |
| Bahnhof mit S-Bahn-Halt | 59                                     | Düsseldorf Hbf                              | ICE, IC, U, Tram                            |
| Bahnhof mit S-Bahn-Halt | 79                                     | Wuppertal-Vohwinkel                         | Wuppertal-Vohwinkel                         |
| Bahnhof mit S-Bahn-Halt | 86                                     | Wuppertal Hbf                               | ICE, IC, Schwebebahn                        |
| Bahnhof mit S-Bahn-Halt | 89                                     | Wuppertal-Barmen                            | Schwebebahn                                 |
| Bahnhof mit S-Bahn-Halt | 91                                     | Wuppertal-Oberbarmen                        | Schwebebahn                                 |
| Bahnhof mit S-Bahn-Halt | 97                                     | Schwelm                                     | Schwelm                                     |
| Haltepunkt / Haltestelle | 101                                    | Ennepetal (Gevelsberg)                      | Ennepetal (Gevelsberg)                      |
| Bahnhof mit S-Bahn-Halt | 112                                    | Hagen Hbf                                   | ICE, IC                                     |
| Bahnhof | 126                                    | Schwerte (Ruhr)                             | Schwerte (Ruhr)                             |
| Bahnhof | 135                                    | Holzwickede                                 | Holzwickede                                 |
| Bahnhof mit S-Bahn-Halt | 142                                    | Unna                                        | Unna                                        |
| Bahnhof | 151                                    | Bönen                                       | Bönen                                       |
| Kopfbahnhof Streckenende | 160                                    | Hamm (Westfalen) Hbf                        | ICE, IC                                     |
| Bahnhof (Strecke außer Betrieb) | 176                                    | Drensteinfurt (Zielnetz 2040)               | Drensteinfurt (Zielnetz 2040)               |
| Bahnhof (Strecke außer Betrieb) | 189                                    | Münster (Westfalen)-Hiltrup (Zielnetz 2040) | Münster (Westfalen)-Hiltrup (Zielnetz 2040) |
| Bahnhof (Strecke außer Betrieb) | 196                                    | Münster (Westfalen) Hbf (Zielnetz 2040)     | ICE, IC                                     |
| Bahnhof (Strecke außer Betrieb) | 223                                    | Steinfurt-Borghorst (Zielnetz 2040)         | Steinfurt-Borghorst (Zielnetz 2040)         |
| Bahnhof (Strecke außer Betrieb) | 228                                    | Steinfurt-Burgsteinfurt (Zielnetz 2040)     | Steinfurt-Burgsteinfurt (Zielnetz 2040)     |
| Bahnhof (Strecke außer Betrieb) | 241                                    | Ochtrup (Zielnetz 2040)                     | Ochtrup (Zielnetz 2040)                     |
| Bahnhof (Strecke außer Betrieb) | 252                                    | Gronau (Westf) (Zielnetz 2040)              | Gronau (Westf) (Zielnetz 2040)              |
| Bahnhof (Strecke außer Betrieb) | 260                                    | Enschede (Zielnetz 2040)                    | Enschede (Zielnetz 2040)                    |
| Bahnhof (Strecke außer Betrieb) | 268                                    | Hengelo (Zielnetz 2040)                     | Hengelo (Zielnetz 2040)                     |
| Bahnhof (Strecke außer Betrieb) | 283                                    | Almelo (Zielnetz 2040)                      | Almelo (Zielnetz 2040)                      |
| Kopfbahnhof Streckenende (Strecke außer Betrieb) | 328                                    | Zwolle (Zielnetz 2040)                      | Zwolle (Zielnetz 2040)                      |

Der Maas-Wupper-Express (RE 13) ist eine Regional-Express-Linie in Nordrhein-Westfalen und der niederländischen Provinz Limburg. Sie führt von der niederländischen Grenzstadt Venlo nach Hamm in Westfalen.
Mit dem LIMAX (RE 18), Rhein-IJssel-Express (RE 19), euregioAIXpress (S 41), Westmünsterland-Bahn (RB 51), Wiehengebirgs-Bahn (RB 61) und Euregio-Bahn (RB 64) gibt es 6 weitere internationale Regionalzug-Linien in Nordrhein-Westfalen.
Die unentgeltliche Beförderung für Schwerbehinderte gilt nicht auf dem niederländischen Streckenabschnitt.

## Zuglauf

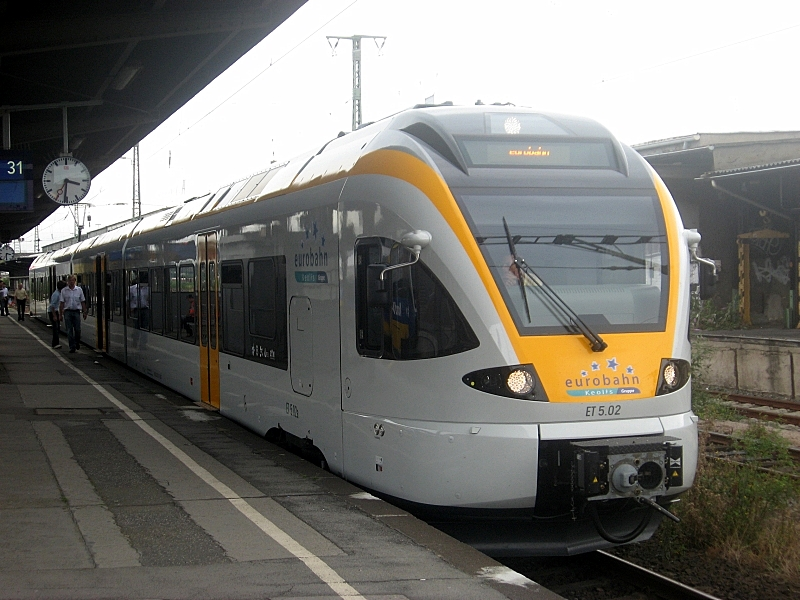
Ein Zug des Typs Stadler Flirt als Maas-Wupper-Express

Gemeinsam mit dem Wupper-Express (RE 4) und der S 8 stellt der Maas-Wupper-Express die Ost-West-Verbindung zwischen dem linken Niederrhein und dem östlichen Ruhrgebiet her.
Er befährt dabei die Eisenbahnstrecken Venlo–Viersen, Viersen–Mönchengladbach, Mönchengladbach–Düsseldorf, Düsseldorf–Wuppertal, Wuppertal–Hagen und Hagen–Hamm.
Auf dem normalen Linienweg zwischen Venlo und Hamm muss in Mönchengladbach Hbf ein Fahrtrichtungswechsel stattfinden, dazu kommt bei einigen Zügen das An- und Abkuppeln von Zugteilen, weshalb der Maas-Wupper-Express dort planmäßig acht bis 14 Minuten Aufenthalt hat. Der Aufenthalt besteht außerdem zur Anschlusssicherung an den Rhein-Erft-Express (RE 8) in Richtung Köln. Diese Linie fuhr bis Dezember 2002 anstelle des Maas-Wupper-Express zwischen Venlo und Mönchengladbach.
Ab Dezember 2026 erfolgt eine Verlängerung des Maas-Wupper-Express über Venlo hinaus nach Eindhoven mit Zwischenhalt in Helmond. Eine entsprechende Kooperationsvereinbarung war im Mai 2019 durch Vertreter der niederländischen und deutschen Ministerien und Aufgabenträger unterzeichnet worden. Am 14. September 2022 erfolgte der Vertragsabschluss des VRR hierzu mit dem künftigen Betreiber. Durch die Verlängerung sollen nach Prognosen 600 Menschen zusätzlich pro Tag die Verbindung zwischen Eindhoven und Düsseldorf nutzen.
Darüber hinaus sieht der NWL im Zielnetz 2040 des Projekts S-Bahn Münsterland eine weitere Verlängerung von Hamm in die Niederlande über Münster, Steinfurt, Gronau und Enschede bis Zwolle vor.

## Betrieb

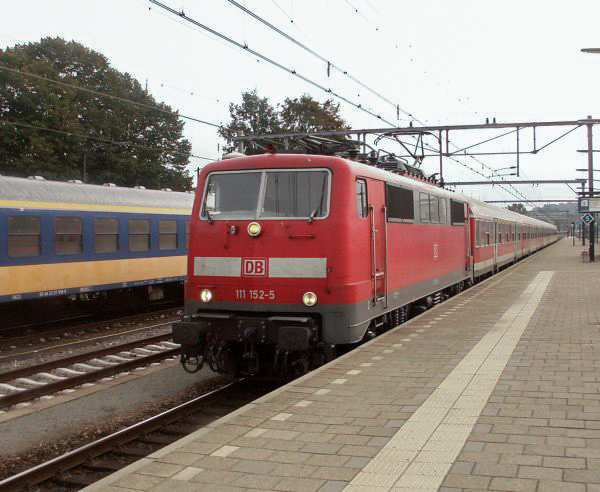
Frühere Zusammenstellung des RE 13 der Deutschen Bahn in Venlo, 2005

Seit dem Fahrplanwechsel am 13. Dezember 2009 wird die Linie im Stundentakt von der Eurobahn betrieben, die sich nach einer europaweiten Ausschreibung aus dem Jahr 2007 den Betrieb für eine Laufzeit von 16 Jahren sicherte. Zuvor wurde sie in gleichem Rhythmus von der Deutschen Bahn betrieben.
Der Übergang auf neues Zugmaterial zur Betriebsübernahme durch die Eurobahn gestaltete sich schwierig. Für die Bedienung dieser Linie und des Rhein-Emscher-Expresses wurden über Angel Trains Europa 4 vierteilige und 14 fünfteilige Triebwagen des Typs Stadler FLIRT mit einer Höchstgeschwindigkeit von 160 km/h angemietet.
Das für die Zulassung von Eisenbahnfahrzeugen in Deutschland zuständige Eisenbahn-Bundesamt hatte diese für 14 fünfteilige FLIRT-Triebwagen wegen fehlender Unterlagen zunächst verweigert. Aus diesem Grund hatte die Eurobahn, wie am 11. Dezember 2009 auf ihrer Homepage bekanntgegeben, den Betrieb nur mit einem Notfahrplan aufgenommen. Während die Zulassung für den deutschen Teil der Strecke am 19. Februar 2010, drei Tage nach Einreichen der Unterlagen, erteilt werden konnte, wurde erst am 23. Juli 2010 die Zulassung der vierteiligen Fahrzeuge für den niederländischen Bereich erteilt. Seit dem 25. Juli 2010 fährt die eurobahn die komplette Strecke mit eigenen Fahrzeugen. Bevor die fünfteiligen Fahrzeuge für den niederländischen Bereich zugelassen wurden, war aus Kapazitätsgründen ein Umsteigen in Mönchengladbach notwendig. Zwischenzeitlich musste auch in Kaldenkirchen und vorher in Mönchengladbach und Hagen umgestiegen werden.
Seit dem Fahrplanwechsel am 12. Dezember 2010 kann die Strecke durchgehend befahren werden. Auch die 14 fünfteiligen Triebwagen erhielten die Zulassung für den niederländischen Streckenabschnitt; ein Umsteigen in Mönchengladbach Hbf ist nicht mehr erforderlich.
Im August 2021 bestätigte Keolis, dass das Unternehmen Verluste macht. Als Gründe dafür gelten u. a. hohe Tarifabschlüsse und Baustellen.
Im Dezember 2021 gaben die Aufgabenträger der Linie, das Ministerie van Infrastructuur en Waterstaat, der Verkehrsverbund Rhein-Ruhr (VRR) und der Nahverkehr Westfalen-Lippe (NWL) bekannt, dass Regionalverkehre Start Deutschland, ein Tochterunternehmen der Deutschen Bahn, die Ausschreibung über den Betrieb der Linie ab Dezember 2026 gewonnen habe. Es sollen mehrsystem-fähige Fahrzeuge des Typs Stadler Flirt eingesetzt werden.

### Ersatzverkehr ab Ende April 2025

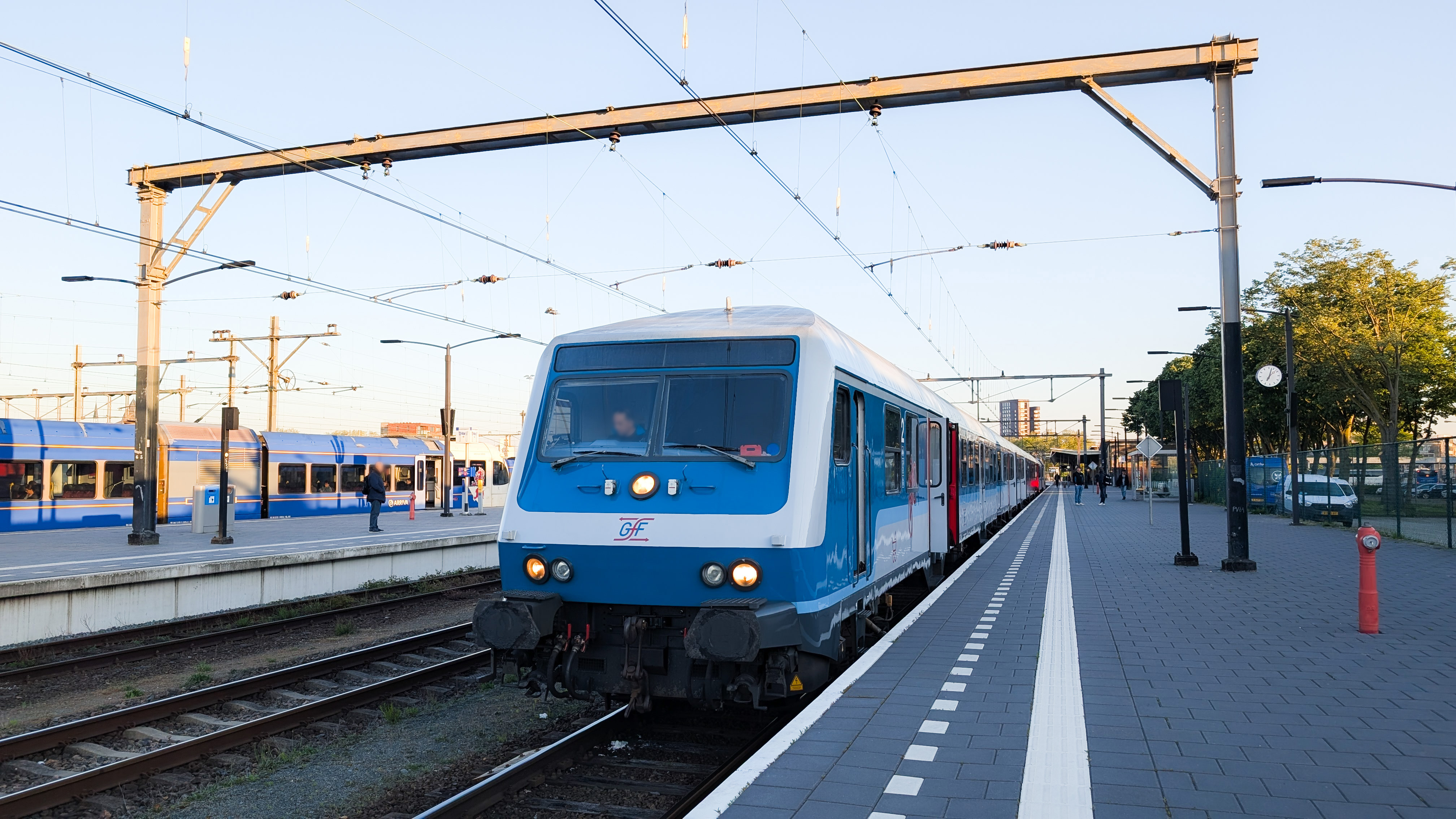
RE13 Ersatzzug im Bahnhof Venlo am ersten Betriebstag (28. April 2025)

Aufgrund von Personalmangel stellte die eurobahn den Takt im Februar 2025 von 60 auf 120 min um. Seit dem 28. April 2025 übernimmt das niederländische Unternehmen Train Charter Service die bisher ausfallenden Takte zwischen Venlo und Wuppertal bzw. in den Abendstunden zwischen Venlo und Mönchengladbach. Auf dem übrigen Abschnitt bis Hamm fahren die Züge weiterhin nur alle zwei Stunden.
Als Fahrzeuge werden Lokomotiven der Baureihe 101 von Train Charter Services (D-TCS) mit je 4 n-Wagen der Gesellschaft für Fahrzeugtechnik (D-GfF) eingesetzt.

## Trivia

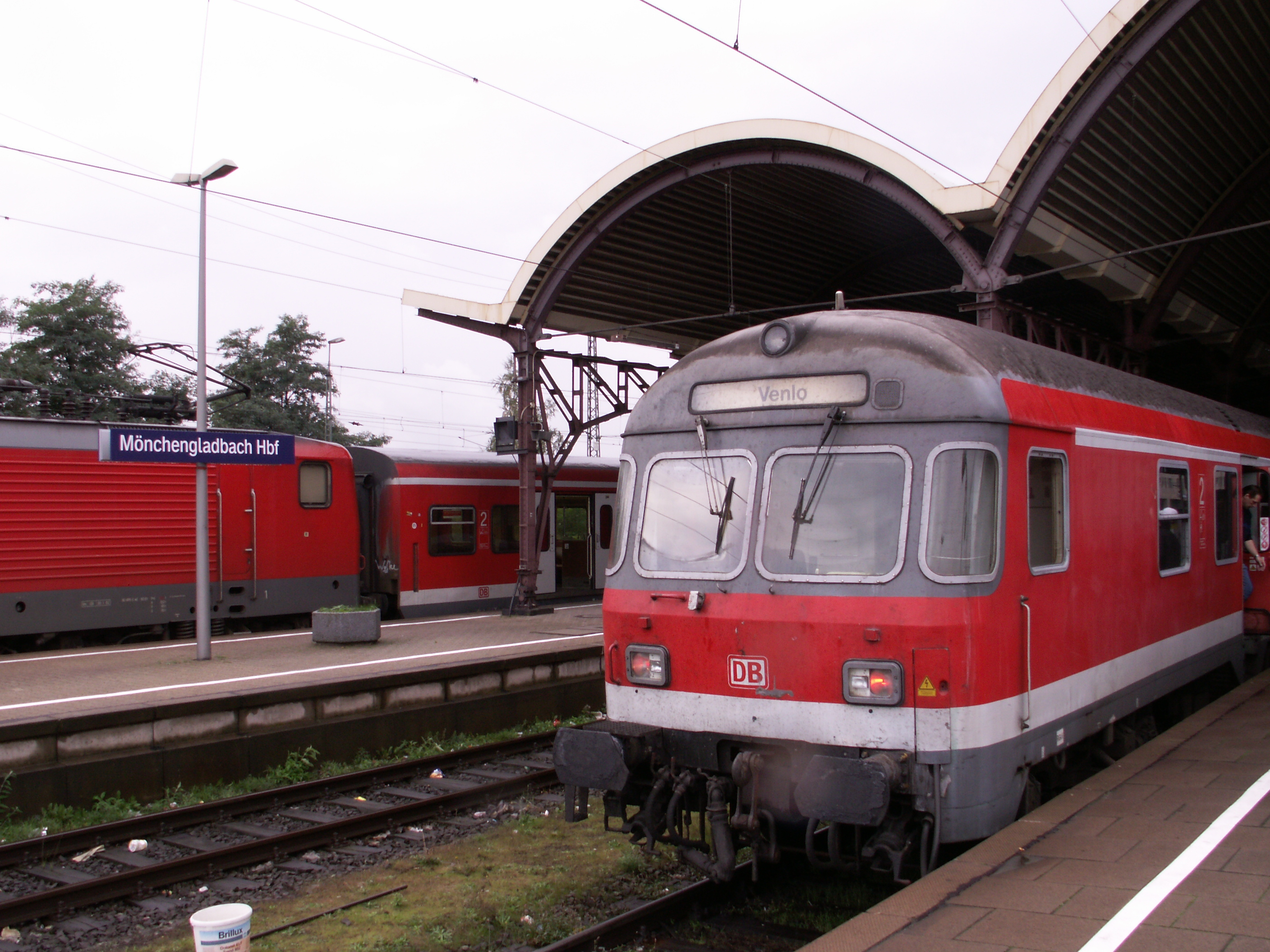
Bis zum Fahrplanwechsel am 12. Dezember 2010 wurden n-Wagen der Deutschen Bahn eingesetzt

Da der Maas-Wupper-Express das östliche Ruhrgebiet, das Bergische Land und die Region um Mönchengladbach mit der grenznahen niederländischen Stadt Venlo verbindet, bietet er eine Möglichkeit für die illegale Einfuhr von Drogen, die in den niederländischen Coffeeshops gekauft wurden. Der Maas-Wupper-Express wird deswegen gelegentlich auch als „Kiffer-Express“ bezeichnet. Aufgrund des häufigen Drogenschmuggels führt der Zoll regelmäßig Kontrollen im Zug durch.